# Джефф Скіннер
Джеффрі Скіннер (англ. Jeffrey Skinner; 16 травня 1992, м. Маркем, Канада) — канадський хокеїст, правий/лівий нападник. Виступає за «Кароліна Гаррікейнс» у Національній хокейній лізі.
Виступав за «Кітченер Рейнджерс» (ОХЛ), «Кароліна Гаррікейнс» .
В чемпіонатах НХЛ — 336 матчів (115+101), у турнірах Кубка Стенлі — 0 матчів (0+0). 
У складі національної збірної Канади учасник чемпіонатів світу 2011, 2012 і 2013 (23 матчі, 8+7).
Нагороди
- Пам'ятний трофей Колдера (2011)